# Орловский сельсовет (Благовещенский район)
Орловский сельсовет — муниципальное образование в Благовещенском районе Башкортостана.

## История
Согласно «Закону о границах, статусе и административных центрах муниципальных образований в Республике Башкортостан» имеет статус сельского поселения.

## Население
| 2002 | 2009 | 2010 | 2012 | 2013 | 2014 | 2015 |
| ---- | ---- | ---- | ---- | ---- | ---- | ---- |
| 431  | ↘390 | ↗393 | ↘382 | ↗388 | ↘386 | ↘382 |
| 2016 | 2017 |      |      |      |      |      |
| ↗390 | ↗391 |      |      |      |      |      |

## Состав сельского поселения
| № | Населённый пункт | Тип населённого пункта       | Население |
| - | ---------------- | ---------------------------- | --------- |
| 1 | Орловка          | село, административный центр | ↘102      |
| 2 | Ошмянка          | деревня                      | ↗252      |
| 3 | Труженик         | деревня                      | ↘39       |
| 4 | Петровка         | село                         | →0        |